# Puig Ventalló
El Puig Ventalló és una muntanya de 215 metres que es troba entre els municipis de Cassà de la Selva i Llambilles, a la comarca del Gironès.